# Reuben Leon Kahn
Reuben Leon Kahn (* 26. Juli 1887 in Kaunas, Litauen; † 22. Juli 1979 in Miami) war ein US-amerikanischer Immunologe. Er ist bekannt wegen seiner Forschungen auf dem Gebiet der Blutreaktionen, wie der Probe auf Syphilis (1923). Später fand er auch Proben auf Tuberkulose, Malaria und Lepra. Kahn forschte und lehrte an der University of Michigan.

## Leben
Kahn führte Untersuchungen von Blutreaktionen durch, wodurch er einen effizienten Test für die Erkennung der Syphilis entwickeln konnte. Kahn, der in den Jahren 1917 bis 1919 in der Armee diente und von 1920 bis 1928 am Michigan State Department of Health tätig war, fand heraus, dass unter sorgfältig kontrollierten Bedingungen das Mischen von einer infizierten Blutprobe und einer bestimmten Menge an Cholesterin zu einer Trübung der Lösung führten. Dieser Test führte zwar bei einigen Personen zu falschen Ergebnissen, beispielsweise wenn sie erst kürzlich eine Impfung erhalten hatten oder an anderen Krankheiten als der Syphilis litten. Er war jedoch effizienter als der zeitintensivere Test von August von Wassermann.
Von 1928 bis 1948 war er als Assistenzprofessor für Bakteriologie an der University of Michigan in Ann Arbor tätig, wo er von 1951 bis 1957 als Professor für Serologie arbeitete. Kahn fand heraus, dass durch die Veränderung der Temperatur, der Salzkonzentration oder durch Verdünnung des verwendeten Serums die unterschiedlichen Reaktionen auf die Anwesenheit von Erregern der Tuberkulose, Malaria oder Lepra in der Blutprobe hinwiesen. Er veröffentlichte seine Theorie für den erweiterten Test 1951 in An introduction to universal serologic reaction in health and disease.
Des Weiteren führte Kahn von 1957 bis 1967 Studien über die Auswirkung von Strahlung auf die Immunität gegen Krankheiten bei Tieren durch. Diese wurden von der Atomenergiekommission unterstützt. Er fand heraus, dass die Strahlung sich auf die Antikörperreaktionen auf fremde Proteine auswirken kann. Von 1968 bis 1973 war er als Professor für Mikrobiologie an der Howard University Medical School in Washington, D.C. tätig und wurde anschließend wissenschaftlicher Berater.

## Veröffentlichungen (Auswahl)
- Serum diagnosis of syphilis by precipitation; governing principles, procedure and clinical application of the Kahn precipitation test. Williams & Wilkins, Baltimore 1925, OCLC 3157978.
- The Kahn test. a practical guide. The Williams & Wilkins company, Baltimore 1928, OCLC 84700274.
- Technique of the standard Kahn test and of special Kahn procedures …. University of Michigan, Ann Arbor, Mich. 1946, OCLC 614651493.
- Serology with lipid antigen, with special reference to Kahn and universal reactions. Williams & Wilkins, Baltimore 1950, OCLC 3156213.
- An introduction to universal serologic reaction in health and disease. Commonwealth Fund, New York 1951, OCLC 642340.